# Залавче
Залавче (пол. Załawcze) — село в Польщі, у гміні Туробин Білґорайського повіту Люблінського воєводства.
Населення — 199 осіб (2011).
У 1975-1998 роках село належало до Замойського воєводства.

## Демографія
Демографічна структура станом на 31 березня 2011 року:
|          | Загалом | Допрацездатний вік | Працездатний вік | Постпрацездатний вік |
| -------- | ------- | ------------------ | ---------------- | -------------------- |
| Чоловіки | 96      | 21                 | 57               | 18                   |
| Жінки    | 103     | 17                 | 50               | 36                   |
| Разом    | 199     | 38                 | 107              | 54                   |